# Susuacanga falli
Susuacanga falli là một loài bọ cánh cứng trong họ Cerambycidae.